# Chiesa di San Vitale (Chiasso)
La chiesa di San Vitale è un edificio religioso eclettico che si trova a Chiasso.

## Storia

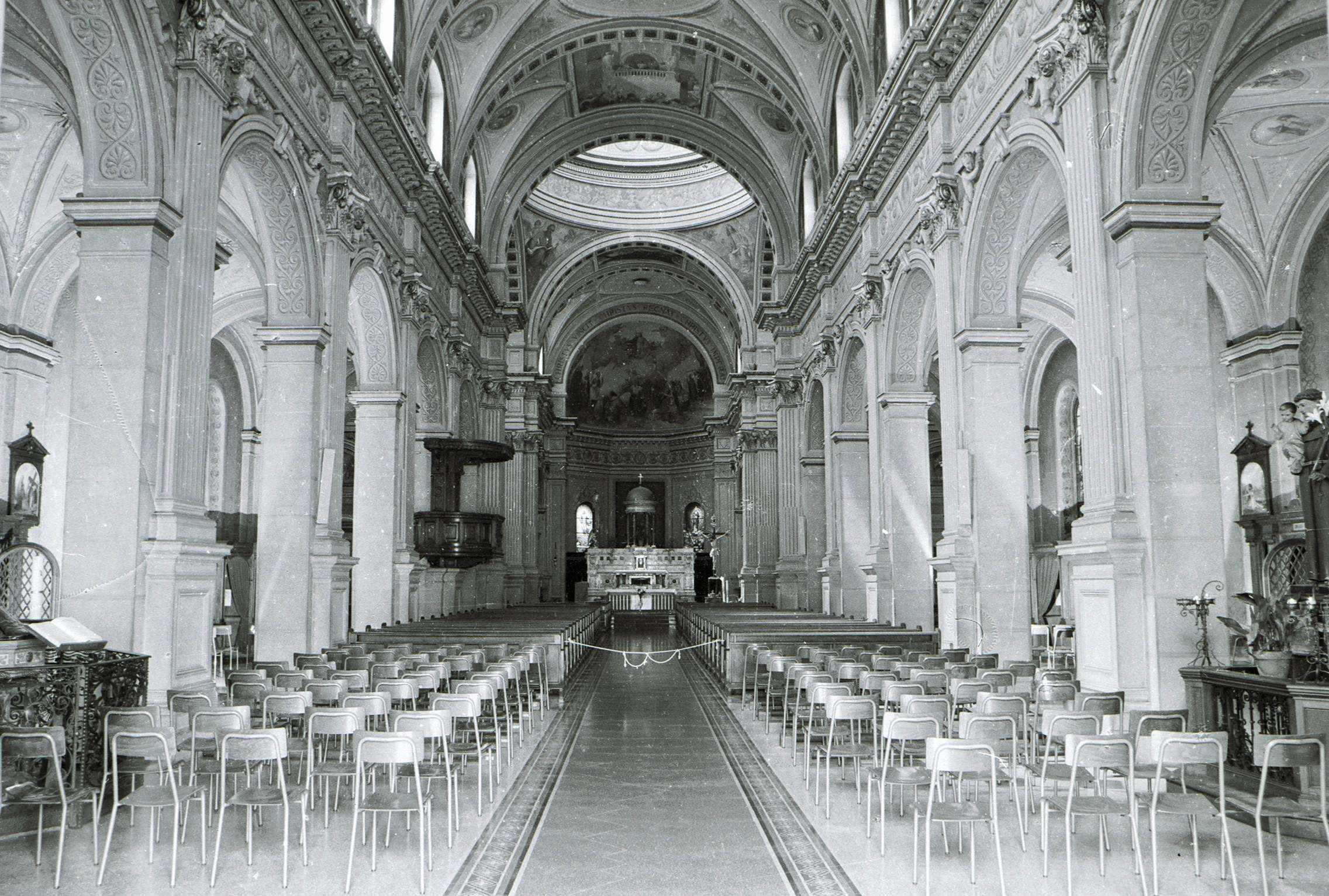
La chiesa di San Vitale: interno

La prima menzione dell'edificio risale al 1237, ma la struttura attuale risale al XX secolo, quando la struttura precedente, in stile barocco, fu demolita. Nel 1928, infatti, la chiesa era diventata sede di un'arcipretura, e sei anni dopo si decise di ricostruirla integralmente e renderla più monumentale. Il progetto, firmato da Aristide Conti, prevedeva una basilica eclettica con gli interni suddivisi da pilastri in tre navate, spezzate da un transetto e destinate a concludersi nell'abside di forma semicircolare. La chiesa, completata nel 1935, diventò così uno degli ultimi esempi dell'arte eclettica in Svizzera. Dello stile barocco rimasero gli antichi altari. Nel 1981, in occasione di un restauro, il presbiterio fu modificato.
Non molte sono invece le notizie storiche sulla chiesa barocca, di proprietà della pieve di Zezio fino al 1888: si conosce infatti solo l'anno di un ampliamento, il 1879, quando fu estesa l'abside e nella chiesa venne realizzato un transetto.